# Мерлины
Мерлины — дворянский род, столбового дворянства.
При подаче документов (1686) для внесения рода в Бархатную книгу была предоставлена родословная роспись Мерлиных.
Род Мерлиных внесён в VI, II и III части родословных книг Казанской, Курской, Московской, Нижегородской, Пензенской, Саратовской и Тамбовской губерний и в часть III родословной книги Могилёвской губернии.

## Происхождение и история рода
Потомство, по сказаниям старинных родословцев, от крымского выходца мурзы Мерлы, выехавшего к великому князю Василию Васильевичу Тёмному и крестившегося с именем Тимофея. Его потомки служили по Мещёре, Костроме и Арзамасу.

## Описание гербов

#### Герб Мерлиных 1785 г.
В Гербовнике Анисима Титовича Князева 1785 года имеется изображение печати с гербом генерал-майора при Комиссариате Данилы Афанасьевича Мерлина: в серебряном поле щита, изображены три коричневых копья с голубыми копейцами (наконечники), остриём вверх, с наложенной на них горизонтально широкой полосой, на которой видны три золотые шестиконечный звезды. Щит увенчан дворянским шлемом, повёрнутым вправо, без шейного клейнода (дворянская корона отсутствует). Нашлемник: два орлиных крыла, с наложенной на них горизонтально широкой полосой с тремя шестиконечными звёздами на каждом крыле. Цветовая гамма намёта не определена.

#### Герб. Часть III. № 29.
В щите, имеющем серебряное поле, изображены крестообразно три голубые старинные копья (польский герб Елита), с наложенным на них горизонтально красным перекладом, на котором видны три золотые шпорные колеса.
Щит увенчан обыкновенным дворянским шлемом с дворянской на нём короной, на поверхности которой находятся два серебряных орлиных крыла с означением на каждом из них, в щите изображённого, красного переклада с тремя шпорными колёсами. Намёт на щите золотой и серебряный, подложенный голубым и красным. Герб рода Мерлиных внесён в Часть 3 Общего гербовника дворянских родов Всероссийской империи, стр. 29.

## Известные представители
- Мерлин Еремей Афанасьевич — мещёрский городовой дворянин в 1627—1629 г.
- Мерлины: Андрей и Иван Петровичи, Борис и Ларион Степановичи — стряпчие в 1682—1692 г.
- Мерлины: Борис и Иван Гавриловичи, Никифор Петрович, Пётр Иванович — московские дворяне в 1676—1692 г.
- Мерлины: Зот Панкратьевич, Иван Петрович — стольники в 1686—1692 г[7].
- Данило Афанасьевич Мерлин (?—1783) — генерал-поручик, был депутатом в комиссии для составления уложения от города Санкт-Петербурга.
  - Яков Данилович Мерлин (1753—1819) — сын Данилы Афанасьевича, генерал-майор, сослуживец А. В. Суворова, с отличием служил в Отечественную войну 1812 года.
- Мерлин, Павел Иванович (1769—1841) — российский военачальник, генерал-майор, кавалер ордена Святого Георгия 3-й степени за Вязьму (22 октября 1812)[1].